# Desire (canción de U2)
«Desire» es el primer sencillo del álbum Rattle and Hum de 1988 del grupo irlandés U2. Alcanzó el #1 en el Reino Unido. Apareció en los recopilatorios The Best of 1980-1990 y U218 Singles.

## En directo
«Desire» es una de las canciones que más ha interpretado el grupo en directo. Sin embargo, su trayectoria en vivo ha sido bastante irregular, ya que ha habido giras en las que apenas se ha tocado.
La canción debutó en vivo en la primera noche del Lovetown Tour el 21 de septiembre de 1989, y apareció en todos los conciertos de esa gira. En el Zoo TV fue tocada cada noche de las primeras cuatro mangas (febrero de 1992 - agosto de 1993), protagonizada por el alter ego de Bono llamado Mr. Mirror Ball Man (en la primera, segunda y tercera manga) y por Mr. Macphisto en la cuarta, siempre en la parte final de los conciertos. Desde entonces, ha aparecido en todas las giras (salvo el Joshua Tree Tour 2017), pero no era tocada asiduamente, de hecho, en algunas giras se tocó en menos de diez conciertos.
- Datos: Q1979569